# Leghata
Leghata (o Legata) è un comune dell'Algeria, situato nella provincia di Boumerdès.